# Цілебах
Цілебах (нім. Zielebach) — громада  в Швейцарії в кантоні Берн, адміністративний округ Емменталь.

## Географія
Громада розташована на відстані близько 26 км на північний схід від Берна.
Цілебах має площу 1,9 км², з яких на 8,9% дозволяється будівництво (житлове та будівництво доріг), 40,8% використовуються в сільськогосподарських цілях, 48,2% зайнято лісами, 2,1% не є продуктивними (річки, льодовики або гори).

## Демографія
2019 року в громаді мешкало 319 осіб (-0,9% порівняно з 2010 роком), іноземців було 7,5%. Густота населення становила 167 осіб/км².
За віковим діапазоном населення розподілялося таким чином: 16,9% — особи молодші 20 років, 59,6% — особи у віці 20—64 років, 23,5% — особи у віці 65 років та старші. Було 141 помешкань (у середньому 2,2 особи в помешканні).
Із загальної кількості 45 працюючих 15 було зайнятих в первинному секторі, 12 — в обробній промисловості, 18 — в галузі послуг.